# Seiskjer
 (février 2025).
Si vous disposez d'ouvrages ou d'articles de référence ou si vous connaissez des sites web de qualité traitant du thème abordé ici, merci de compléter l'article en donnant les références utiles à sa vérifiabilité et en les liant à la section « Notes et références ».
Seiskjer est une île norvégienne dans le landskap Sunnhordland du comté de Vestland. Elle appartient administrativement à Sveio.

## Géographie
Rocheuse et désertique, à fleur d'eau, elle s'étend sur environ 66 m de longueur pour une largeur approximative de 36 m. 